# Tyla
A nu se confuda cu Tyke, un personaj de desene animate din „Tom și Jerry”!
Tyla Laura Seethal, cunoscută sub pseudonimul/nume de scenă Tyla, (n. 30 ianuarie 2002, Edenvale, Gauteng, Africa de Sud) este o cântăreață și compozitoare sud-africană. Stilul ei muzical este caracterizat de fuziune pop și amapiano, multe publicații numind-o "Queen of Popiano".